# Habershonia repandens
Habershonia repandens är en fjärilsart som beskrevs av Walker 1858. Habershonia repandens ingår i släktet Habershonia och familjen nattflyn. Inga underarter finns listade i Catalogue of Life.